# U-88 (tàu ngầm Đức) (1941)
U-88 là một tàu ngầm tấn công  Lớp Type VII thuộc phân lớp Type VIIC được Hải quân Đức Quốc Xã chế tạo trong Chiến tranh Thế giới thứ hai. Nhập biên chế năm 1941, nó đã thực hiện được ba chuyến tuần tra, và đánh chìm được hai tàu buôn có tổng tải trọng 12.304 GRT, trước khi bị tàu khu trục Anh HMS Faulknor đánh chìm trong biển Bắc Cực vào ngày 12 tháng 9, 1942.

## Thiết kế và chế tạo

### Thiết kế

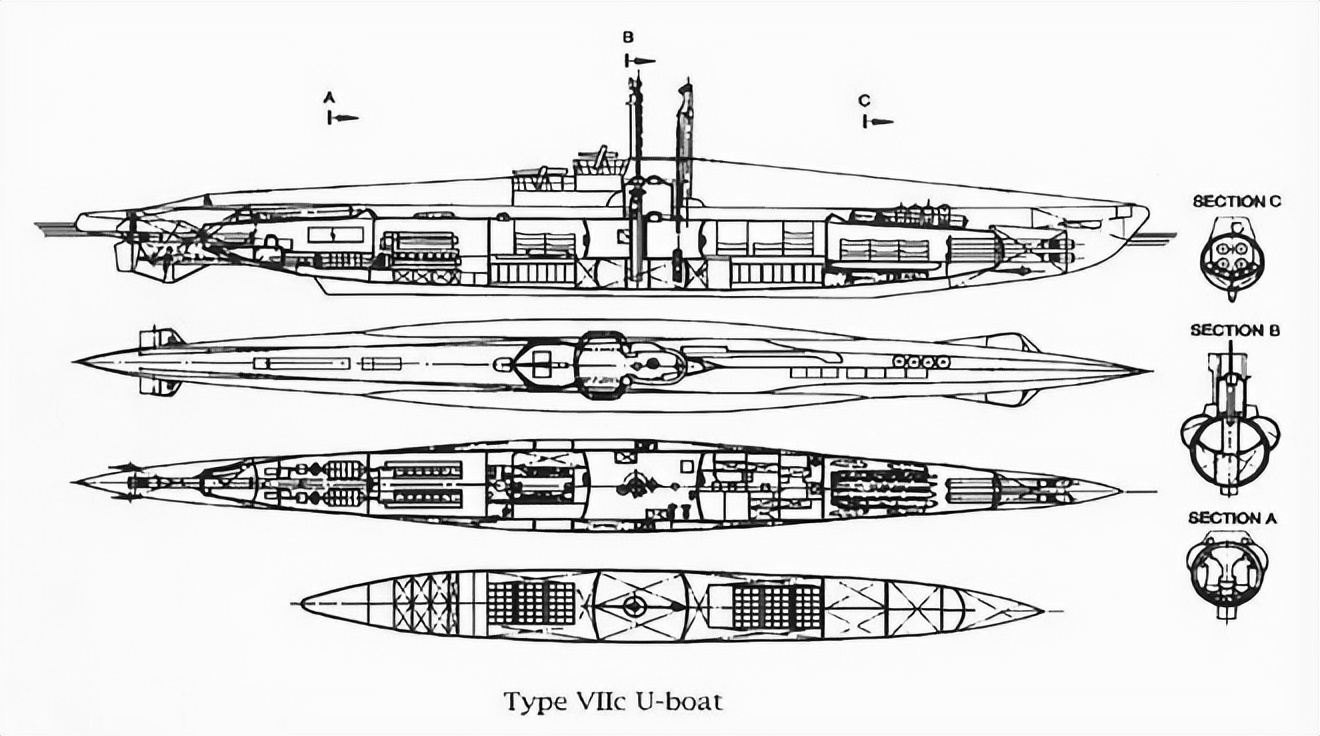
Sơ đồ các mặt cắt một tàu ngầm Type VIIC

Phân lớp VIIC của Tàu ngầm Type VII là một phiên bản VIIB được kéo dài thêm. Chúng có trọng lượng choán nước 769 t (757 tấn Anh) khi nổi và 871 t (857 tấn Anh) khi lặn). Con tàu có chiều dài chung 67,10 m (220 ft 2 in), lớp vỏ trong chịu áp lực dài 50,50 m (165 ft 8 in), mạn tàu rộng 6,20 m (20 ft 4 in), chiều cao 9,60 m (31 ft 6 in) và mớn nước 4,74 m (15 ft 7 in).
Chúng trang bị hai động cơ diesel Germaniawerft F46 siêu tăng áp 6-xy lanh 4 thì, tổng công suất 2.800–3.200 PS (2.100–2.400 kW; 2.800–3.200 bhp), dẫn động hai trục chân vịt đường kính 1,23 m (4,0 ft), cho phép đạt tốc độ tối đa 17,7 kn (32,8 km/h), và tầm hoạt động tối đa 8.500 nmi (15.700 km) khi đi tốc độ đường trường 10 kn (19 km/h). Khi đi ngầm dưới nước, chúng sử dụng hai động cơ/máy phát điện AEG GU 460/8–27  tổng công suất 750 PS (550 kW; 740 shp). Tốc độ tối đa khi lặn là 7,6 kn (14,1 km/h), và tầm hoạt động 80 nmi (150 km) ở tốc độ 4 kn (7,4 km/h). Con tàu có khả năng lặn sâu đến 230 m (750 ft).
Vũ khí trang bị có năm ống phóng ngư lôi 53,3 cm (21 in), bao gồm bốn ống trước mũi và một ống phía đuôi, và mang theo tổng cộng 14 quả ngư lôi, hoặc tối đa 22 quả thủy lôi TMA, hoặc 33 quả TMB. Tàu ngầm Type VIIC bố trí một hải pháo 8,8 cm SK C/35 cùng một pháo phòng không 2 cm (0,79 in) trên boong tàu. Thủy thủ đoàn bao gồm 4 sĩ quan và 40-56 thủy thủ.

### Chế tạo
U-88 được đặt hàng vào ngày 25 tháng 1, 1939, và được đặt lườn tại xưởng tàu của hãng Flender Werke tại Lübeck vào ngày 1 tháng 7, 1940. Nó được hạ thủy vào ngày 16 tháng 8, 1941, và nhập biên chế cùng Hải quân Đức Quốc Xã vào ngày 15 tháng 10, 1941 dưới quyền chỉ huy của Hạm trưởng, Đại úy Hải quân Heino Bohmann.

## Lịch sử hoạt động

### Chuyến tuần tra thứ nhất
Sau khi chuyển căn cứ hoạt động từ Kiel đến cảng Kirkenes ở phía cực Bắc Na Uy vào tháng 4, 1942, U-88 có chuyến tuần tra ngắn đầu tiên trong chiến tranh trong biển Barents, chỉ kéo dài từ ngày 29 tháng 4 đến ngày 3 tháng 5.

### Chuyến tuần tra thứ hai
Vào đầu tháng 5, U-88 lại chuyển căn cứ hoạt động từ Kirkenes đến cảng Narvik, Na Uy, rồi xuất phát từ đây vào ngày 17 tháng 6 cho chuyến tuần tra thứ hai. Chiếc tàu ngầm đã hoạt động tại các vùng biển Na Uy biển Barents, nơi trong ngày 5 tháng 7 đã tấn công các tàu buôn thuộc Đoàn tàu PQ 17 bất hạnh đã bị phân tán, đánh chìm các tàu buôn Hoa Kỳ Carlton 5.127 GRT và Daniel Morgan 7.177 GRT. U-88 kết thúc chuyến tuần tra khi về đến căn cứ Narvik vào ngày 11 tháng 7.

### Chuyến tuần tra thứ ba - Bị mất
U-88 rời cảng Narvik, Na Uy vào ngày 25 tháng 8, 1942 cho chuyến tuần tra thứ ba, cũng là chuyến cuối cùng, tại vùng biển Bắc Cực. Nó bị đánh chìm ở vị trí về phía Nam đảo Spitzbergen, do trúng mìn sâu thả từ tàu khu trục Anh HMS Faulknor, tại tọa độ 75°04′B 04°49′Đ / 75,067°B 4,817°Đ vào ngày 12 tháng 9. Toàn bộ 46 thành viên thủy thủ đoàn trên tàu đều tử trận. 
Một nguồn khác cho rằng U-88 bị đánh chìm sau đó vào ngày 14 tháng 9, 1942 bởi mìn sâu thả từ tàu khu trục Anh HMS Onslow.

### "Bầy sói" tham gia
U-88 từng tham gia ba bầy sói:
- Strauchritter (29 tháng 4 - 2 tháng 5, 1942)
- Eisteufel (21 tháng 6 - 11 tháng 7, 1942)
- Trägertod (12 tháng 9, 1942)

### Tóm tắt chiến công
U-88 đã đánh chìm được hai tàu buôn với tổng tải trọng 12.304 GRT:
| Ngày            | Tên tàu       | Quốc tịch     | Tải trọng | Số phận      |
| --------------- | ------------- | ------------- | --------- | ------------ |
| 5 tháng 7, 1941 | Carlton       | United States | 5.127     | Bị đánh chìm |
| 5 tháng 7, 1941 | Daniel Morgan | United States | 7.177     | Bị đánh chìm |